# ロジャー・ブラック
ロジャー・ブラック（Roger Anthony Black、1966年3月31日 - ）は、イギリスの陸上競技選手。1996年アトランタオリンピックの銀メダリストである。400m走を専門とした選手である。

## 経歴
ブラックは、彼の長い競技生活の中において、国際大会で数多くのメダルを獲得してきた。まず1985年に東ドイツのコトブスで開催されたヨーロッパジュニア選手権の400mと4×400mRで2冠を達成。彼の獲得した最初のビッグタイトルとなった。シニアとなった翌1986年にはヨーロッパ選手権の400mと4×400mRの2冠、引き続いてコモンウェルスゲームズでも同種目の2冠を達成。トップランナーの地位を確固たる物とする。
1987年のローマ世界選手権では4×400mRでアメリカに次いで銀メダルを獲得。初の世界選手権でのメダルを獲得する。しかしその後ブラックは1989年まで国際大会から姿を消す。したがって、1988年ソウルオリンピックにも参加していない。しかし、1990年には再び調子を取り戻し、ユーゴスラビアのスプリトで行われたヨーロッパ選手権では、前回大会に引き続き400mと4×400mRの2冠を達成した。翌年の東京で行われた世界選手権では、400mでアメリカのアントニオ・ペティグルーに次いで銀メダルを獲得。世界選手権で初となるメダルを獲得した。さらに、4×400mRでは、ブラックとデレク・レドモンド、ジョン・レジス、クリス・アカブシのイギリスが2分57秒53のヨーロッパ記録でアメリカを力で下す番狂わせを演じ、ブラックは世界選手権初の金メダルも獲得した。
ブラックは、翌年の1992年バルセロナオリンピックにも4×400mRのメンバーとして、デヴィッド・グリンドレー、アカブシ、レジスとともに出場。アメリカ、キューバに続き銅メダルを獲得。オリンピックで初となるメダルを獲得した。2年後の1994年のヨーロッパ選手権でも、前回、前々回と連覇をしている400mと4×400mRに出場。400mでは3連覇はならず銀メダルに終わるが、4×400mRでは、3連覇を達成した。
ブラックは、1996年アトランタオリンピックの直前の7月に44.37秒の自己ベストを樹立。オリンピックの400mでは、アメリカのマイケル・ジョンソンに次ぎ2位のタイムで決勝に進出。決勝でも、ジョンソンに1秒近い大差をつけられたものの、銀メダルを獲得。個人種目初のメダルを獲得した。さらに、イワン・トーマス、ジェイミー・ボールチ、マーク・リチャードソンとともに出場した4×400mRでもアメリカに次いで銀メダルを獲得した。

## 自己ベスト
- 400m - 44秒37 (1996年)

## 主な実績
| 年   | 大会                         | 場所                         | 種目    | 結果 | 記録      |
| ---- | ---------------------------- | ---------------------------- | ------- | ---- | --------- |
| 1986 | コモンウェルスゲームズ       | エジンバラ(スコットランド)   | 400m    | 1位  | 45秒57    |
| 1986 | コモンウェルスゲームズ       | エジンバラ(スコットランド)   | 4×400mR | 1位  | 3分07秒19 |
| 1986 | ヨーロッパ陸上競技選手権大会 | シュトゥットガルト(西ドイツ) | 400m    | 1位  | 44秒59    |
| 1986 | ヨーロッパ陸上競技選手権大会 | シュトゥットガルト(西ドイツ) | 4×400mR | 1位  | 2分59秒84 |
| 1987 | 世界陸上競技選手権大会       | ローマ(イタリア)             | 4×400mR | 2位  | 2分58秒86 |
| 1990 | ヨーロッパ陸上競技選手権大会 | スプリト(ユーゴスラビア)     | 400m    | 1位  | 45秒08    |
| 1990 | ヨーロッパ陸上競技選手権大会 | スプリト(ユーゴスラビア)     | 4×400mR | 1位  | 2分58秒22 |
| 1991 | 世界陸上競技選手権大会       | 東京(日本)                   | 400m    | 2位  | 44秒62    |
| 1991 | 世界陸上競技選手権大会       | 東京(日本)                   | 4×400mR | 1位  | 2分57秒53 |
| 1992 | オリンピック                 | バルセロナ(スペイン)         | 4×400mR | 3位  | 2分59秒73 |
| 1994 | ヨーロッパ陸上競技選手権大会 | ヘルシンキ(フィンランド)     | 400m    | 2位  | 45秒20    |
| 1994 | ヨーロッパ陸上競技選手権大会 | ヘルシンキ(フィンランド)     | 4×400mR | 1位  | 2分59秒13 |
| 1996 | オリンピック                 | アトランタ(アメリカ合衆国)   | 400m    | 2位  | 44秒41    |
| 1996 | オリンピック                 | アトランタ(アメリカ合衆国)   | 4×400mR | 2位  | 2分56秒60 |
| 1997 | 世界陸上競技選手権大会       | アテネ(ギリシャ)             | 4×400mR | 2位  | 2分56秒65 |